# Verein für Leibesübungen von 1899 1996-1997
Questa voce raccoglie le informazioni riguardanti il Verein für Leibesübungen von 1899 nelle competizioni ufficiali della stagione 1996-1997.

## Stagione
Nella stagione 1996-1997 l'Osnabrück, allenato da Herbert Mühlenberg, concluse il campionato di Regionalliga nord al 4º posto.

## Rosa
| N. |                          | Ruolo | Calciatore         |
| -- | ------------------------ | ----- | ------------------ |
|    | Germania (bandiera)      | P     | Uwe Brunn          |
|    | Germania (bandiera)      | P     | Stephan Quatmann   |
|    | Germania (bandiera)      | D     | Günther Baerhausen |
|    | Germania (bandiera)      | D     | Mirko Baschetti    |
|    | Germania (bandiera)      | D     | Marc Bury          |
|    | Germania (bandiera)      | D     | Nico Fehlhauer     |
|    | Germania (bandiera)      | D     | Rainer Goda        |
|    | Germania (bandiera)      | D     | Bernd Heemsoth     |
|    | Stati Uniti (bandiera)   | D     | Greg Schwager      |
|    | Nuova Zelanda (bandiera) | C     | Mark Burton        |

| N. |                         | Ruolo | Calciatore        |
| -- | ----------------------- | ----- | ----------------- |
|    | Stati Uniti (bandiera)  | C     | Joe Enochs        |
|    | Germania (bandiera)     | C     | Henrik Graulich   |
|    | Germania (bandiera)     | C     | Sebastian Lodter  |
|    | Germania (bandiera)     | C     | Niels Mackel      |
|    | Germania (bandiera)     | C     | Thorsten Schäfer  |
|    | Germania (bandiera)     | C     | Lars Schiersand   |
|    | Germania (bandiera)     | C     | Dirk Wobker       |
|    | Polonia (bandiera)      | A     | Adam Posilek      |
|    | Burkina Faso (bandiera) | A     | Kassoum Quedraogo |
|    | Germania (bandiera)     | A     | Sven Simonsen     |

## Organigramma societario
Area tecnica
- Allenatore: Herbert Mühlenberg
- Allenatore in seconda: Klaus Baumanns
- Preparatore dei portieri:
- Preparatori atletici:
- Analisi video:

## Calciomercato

### Sessione estiva
| Acquisti | Acquisti          | Acquisti        | Acquisti |
| R.       | Nome              | da              | Modalità |
| -------- | ----------------- | --------------- | -------- |
| C        | Joe Enochs        | St. Pauli II    |          |
| C        | Henrik Graulich   | Kickers Emden   |          |
| D        | Jacek Grembocki   | Caracas         |          |
| C        | Niels Mackel      | TeBe Berlino    |          |
| A        | Kassoum Quedraogo | FSV Francoforte |          |

| Cessioni | Cessioni         | Cessioni        | Cessioni |
| R.       | Nome             | a               | Modalità |
| -------- | ---------------- | --------------- | -------- |
| A        | Ralf Balzis      | Wattenscheid 09 |          |
| C        | Ralf Heskamp     | Preußen Münster |          |
| C        | Holger Karp      | LR Ahlen        |          |
| C        | Wolfgang Schütte | Herzlake        |          |
| C        | Roland Twyrdy    | LR Ahlen        |          |

### Sessione invernale
| Acquisti | Acquisti | Acquisti | Acquisti |
| R.       | Nome     | da       | Modalità |
| -------- | -------- | -------- | -------- |

| Cessioni | Cessioni        | Cessioni       | Cessioni |
| R.       | Nome            | a              | Modalità |
| -------- | --------------- | -------------- | -------- |
| D        | Jacek Grembocki | Lechia Danzica |          |

## Risultati

### Regionalliga

#### Girone di andata
| 4 agosto 1996, ore 15:00 CEST 1ª giornata | Atlas Delmenhorst | 2 – 4 | Osnabrück |  |

| 11 agosto 1996, ore 15:00 CEST 2ª giornata | Osnabrück | 3 – 0 | Lurup |  |

| 18 agosto 1996, ore 15:00 CEST 3ª giornata | Lüneburger | 0 – 2 | Osnabrück |  |

| 25 agosto 1996, ore 18:00 CEST 4ª giornata | Osnabrück | 0 – 0 | Eintracht Braunschweig |  |

| 1º settembre 1996, ore 15:00 CEST 5ª giornata | Norderstedt | 0 – 0 | Osnabrück |  |

| 8 settembre 1996, ore 15:00 CEST 6ª giornata | Osnabrück | 1 – 0 | Wilhelmshaven |  |

| 14 settembre 1996, ore 15:00 CEST 7ª giornata | St. Pauli II | 0 – 3 | Osnabrück |  |

| 20 settembre 1996, ore 19:30 CEST 8ª giornata | Osnabrück | 0 – 0 | S.F. Ricklingen |  |

| 29 settembre 1996, ore 15:00 CEST 9ª giornata | Werder Brema II | 1 – 1 | Osnabrück |  |

| 4 ottobre 1996, ore 18:00 CEST 10ª giornata | Osnabrück | 2 – 0 | Concordia Amburgo |  |

| 11 ottobre 1996, ore 18:00 CEST 11ª giornata | Kickers Emden | 2 – 1 | Osnabrück |  |

| 18 ottobre 1996, ore 18:00 CEST 12ª giornata | Osnabrück | 0 – 0 | TuS Celle |  |

| 27 ottobre 1996, ore 15:00 CEST 13ª giornata | Amburgo II | 1 – 1 | Osnabrück |  |

| 3 novembre 1996, ore 15:00 CET 14ª giornata | Osnabrück | 1 – 1 | Göttingen |  |

| 8 novembre 1996, ore 18:00 CET 15ª giornata | Osnabrück | 1 – 0 | Altona 93 |  |

| 15 novembre 1996, ore 18:00 CET 16ª giornata | Herzlake | 2 – 0 | Osnabrück |  |

| 22 novembre 1996, ore 18:00 CET 17ª giornata | Osnabrück | 3 – 1 | Hannover 96 |  |

#### Girone di ritorno
| 27 marzo 1997, ore 19:00 CET 18ª giornata | Osnabrück | 2 – 0 | Atlas Delmenhorst |  |

| 8 dicembre 1996, ore 14:00 CET 19ª giornata | Lurup | 2 – 2 | Osnabrück |  |

| 13 dicembre 1996, ore 18:00 CET 20ª giornata | Osnabrück | 2 – 0 | Lüneburger |  |

| 31 marzo 1997, ore 15:00 CEST 21ª giornata | Eintracht Braunschweig | 1 – 1 | Osnabrück |  |

| 9 febbraio 1997, ore 15:00 CET 22ª giornata | Osnabrück | 1 – 0 | Norderstedt |  |

| 16 febbraio 1997, ore 15:00 CET 23ª giornata | Wilhelmshaven | 1 – 1 | Osnabrück |  |

| 23 febbraio 1997, ore 15:00 CET 24ª giornata | Osnabrück | 5 – 0 | St. Pauli II |  |

| 1º marzo 1997, ore 15:00 CET 25ª giornata | S.F. Ricklingen | 0 – 3 | Osnabrück |  |

| 7 marzo 1997, ore 19:00 CET 26ª giornata | Osnabrück | 1 – 2 | Werder Brema II |  |

| 16 marzo 1997, ore 15:00 CET 27ª giornata | Concordia Amburgo | 1 – 0 | Osnabrück |  |

| 21 marzo 1997, ore 19:00 CET 28ª giornata | Osnabrück | 3 – 0 | Kickers Emden |  |

| 4 aprile 1997, ore 19:00 CEST 29ª giornata | TuS Celle | 1 – 2 | Osnabrück |  |

| 13 aprile 1997, ore 15:00 CEST 30ª giornata | Osnabrück | 1 – 0 | Amburgo II |  |

| 26 aprile 1997, ore 15:00 CEST 31ª giornata | Göttingen | 0 – 0 | Osnabrück |  |

| 4 maggio 1997, ore 15:00 CEST 32ª giornata | Altona 93 | 0 – 1 | Osnabrück |  |

| 9 maggio 1997, ore 19:00 CEST 33ª giornata | Osnabrück | 2 – 2 | Herzlake |  |

| 23 maggio 1997, ore 19:00 CEST 34ª giornata | Hannover 96 | 1 – 1 | Osnabrück |  |

## Statistiche

### Statistiche di squadra
| Competizione      | Punti | In casa | In casa | In casa | In casa | In casa | In casa | In trasferta | In trasferta | In trasferta | In trasferta | In trasferta | In trasferta | Totale | Totale | Totale | Totale | Totale | Totale | DR  |
| Competizione      | Punti | G       | V       | N       | P       | Gf      | Gs      | G            | V            | N            | P            | Gf           | Gs           | G      | V      | N      | P      | Gf     | Gs     | DR  |
| ----------------- | ----- | ------- | ------- | ------- | ------- | ------- | ------- | ------------ | ------------ | ------------ | ------------ | ------------ | ------------ | ------ | ------ | ------ | ------ | ------ | ------ | --- |
| Regionalliga nord | 64    | 17      | 11      | 5       | 1       | 28      | 6       | 17           | 6            | 8            | 3            | 23           | 15           | 34     | 17     | 13     | 4      | 51     | 21     | +30 |
| Totale            | 64    | 17      | 11      | 5       | 1       | 28      | 6       | 17           | 6            | 8            | 3            | 23           | 15           | 34     | 17     | 13     | 4      | 51     | 21     | +30 |

### Andamento in campionato
| Giornata  | 1 | 2 | 3 | 4 | 5 | 6 | 7 | 8 | 9 | 10 | 11 | 12 | 13 | 14 | 15 | 16 | 17 | 18 | 19 | 20 | 21 | 22 | 23 | 24 | 25 | 26 | 27 | 28 | 29 | 30 | 31 | 32 | 33 | 34 |
| --------- | - | - | - | - | - | - | - | - | - | -- | -- | -- | -- | -- | -- | -- | -- | -- | -- | -- | -- | -- | -- | -- | -- | -- | -- | -- | -- | -- | -- | -- | -- | -- |
| Luogo     | T | C | T | C | T | C | T | C | T | C  | T  | C  | T  | C  | C  | T  | C  | C  | T  | C  | T  | C  | T  | C  | T  | C  | T  | C  | T  | C  | T  | T  | C  | T  |
| Risultato | V | V | V | N | N | V | V | N | N | V  | P  | N  | N  | N  | V  | P  | V  | V  | N  | V  | N  | V  | N  | V  | V  | P  | P  | V  | V  | V  | N  | V  | N  | N  |
| Posizione | 2 | 2 | 2 | 3 | 3 | 2 | 2 | 4 | 3 | 2  | 4  | 5  | 6  | 6  | 5  | 6  | 6  | 6  | 6  | 6  | 6  | 5  | 5  | 5  | 3  | 4  | 4  | 3  | 4  | 4  | 4  | 4  | 4  | 4  |

Legenda:

Luogo: C = Casa; T = Trasferta. Risultato: V = Vittoria; N = Pareggio; P = Sconfitta.